# Jarosław Dzięgielewski
Jarosław Dzięgielewski – polski pastor adwentystyczny, w latach 2013–2018 i ponownie od 2023 przewodniczący Kościoła Adwentystów Dnia Siódmego w RP.

## Życiorys
W połowie lat 80. XX w. rozpoczął służbę duszpasterską w zborze Warszawa-Centrum. W 1994 został sekretarzem/skarbnikiem diecezji zachodniej Kościoła. Następnie w latach 2000–2003 piastował funkcję seniora okręgu pomorskiego Kościoła (diecezja zachodnia), w latach 2003–2011 przewodniczącego Diecezji Wschodniej Kościoła, a od 2011 przewodniczącego Diecezji Południowej.
Podczas XXI Zwyczajnego Zjazdu Kościoła w Podkowie Leśnej 30 maja 2013 został wybrany na przewodniczącego Kościoła Adwentystów Dnia Siódmego w RP. Zastąpił na tym stanowisku pastora Pawła Lazara.
31 maja 2018 podczas XXII Zwyczajnego Zjazdu Kościoła w Podkowie Leśnej został zastąpiony na urzędzie przewodniczącego Kościoła przez pastora Ryszarda Jankowskiego, jednocześnie przestając być członkiem Rady i Zarządu Kościoła. W tym samym roku został przewodniczącym diecezji zachodniej Kościoła Adwentystów Dnia Siódmego.
W 2023 ponownie wybrany przewodniczącym Kościoła.